# Metropol (København)
 For alternative betydninger, se Metropol. (Se også artikler, som begynder med Metropol)
Metropol var en dansk biograf, der skiftede placering flere gange, og senest var beliggende i Rådhusarkaden i Industriens Hus, København.
Biografen åbnede som Palladium i januar 1938 med musicalen Tre smarte piger som premierefilm. Biografen blev fra starten kendt for sit kinoorgel. Den oprindelige bygning blev nedrevet i 1977, men biografen åbnede igen i 1979 i det dengang nyopførte Industriens Hus. Den er senest ombygget i 2005 og genåbnede derefter under navnet Metropol. Oprindeligt var biografen drevet af Palladium Film, men de senere år var den ejet af Nordisk Film.
I juni 2010 lukkede biografen som følge af en større ombygning af Industriens Hus.

## Historie
Metropol Teatret begyndte i 1914 i Mikkel Bryggers Gade 8, hvor Emperie Biografen var åbnet et år forinden i 1913. Omdøbt til Metropol forblev biografteatret på adressen indtil 1923, hvor biografsalen ændrede navn til Grand Teatret. Metropol flyttede til Frederiksberggade 16, ind i den ikoniske jugendstil bygning på hjørnet, som oprindeligt var opført i 1908 til stormagasinet Varehuset Frederiksberggade. Efter bygningen blev indrette som biografteater, blev den kendt i københavnermiljøet som Metropol bygningen. Biografen lå i bygningen frem til 1980, men med en ombygning i 1960, der udvidede salen med en balkon, som i dag er tøjforretning, og øgede sædeantallet fra oprindelige 531 pladser til 716. I 2005 blev Palladium biografen i Industriens Hus omdøbt til Metropol. Palladium tilhørte oprindeligt filmselskabet A/S Palladium, men det solgte biografteatret til Nordisk Films Biografer i 1979.